# Cormocephalus coynei
Espèce
Cormocephalus coynei est une espèce de myriapodes chilopodes de la familledes Scolopendridae, qui vit sur les îles inhabitées Phillip et Nepean, au sud de l'île Norfolk. Elle est aussi connue sous le nom de mille-pattes de l'île Phillip. 
L'espèce a été observée sur l'île Phillip dès 1792, mais n'a été formellement décrite qu'en 1984,.
Elle peut atteindre jusqu'à  23,5 cm et a une couleur brun et orange. L'espèce est connue pour son habitude de s'attaquer aux vertébrés, notamment aux geckos, aux scinques, aux oisillons des pétrels à ailes noires et aux poissons, ainsi qu'à d'autres petits arthropodes.